# Palmarès del Club Olimpia
Il Club Olimpia, noto anche come Olimpia Asunción, è una società polisportiva paraguaiana con sede ad Asunción. Deve la sua fama soprattutto alla sezione calcistica.
È il club più titolato del calcio paraguaiano con i suoi 45 titoli nazionali. El Decano o Rey de Copas, come è popolarmente conosciuto, detiene anche il record di sei titoli consecutivi in assoluto nella Prima Divisione calcistica.
L'Olimpia ha 8 titoli internazionali, tra i quali i più prestigiosi sono 3 Coppa Libertadores e 1 Coppa Intercontinentale. È l'unico club paraguaiano che abbia vinto tornei ufficiali della Conmebol.
Nel 1979 entra nella storia, conquistando un risultato che poche squadre al mondo hanno centrato: vincere tutti i titoli possibili ufficiali in un anno. Il Quadriplete è stato ottenuto vincendo quell'anno il campionato Paraguaiano, la Coppa Libertadores, la Coppa Interamericana e la Coppa Intercontinentale. I suoi successi gli hanno permesso di posizionarsi al quinto posto delle migliori squadre di America del XX secolo e al posto N° 15 tra i club più vincitori nelle competizioni internazionali in tutto il mondo.

## Competizioni nazionali
- Campionato paraguaiano: 45  (record)

1912, 1914, 1916, 1925, 1927, 1928, 1929, 1931, 1936, 1937, 1938, 1947, 1948, 1956, 1957, 1958, 1959, 1960, 1962, 1965, 1968, 1971, 1975, 1978, 1979, 1980, 1981, 1982, 1983, 1985, 1988, 1989, 1993, 1995, 1997, 1998, 1999, 2000, 2011 (C), 2015 (C), 2018 (A) 2018 (C), Apertura 2019, Clausura 2019, Clausura 2020
- Coppa del Paraguay: 1

2021
- Supercoppa Paraguay 1

2021

## Competizioni internazionali
- Coppa Libertadores: 3  (record paraguaiano)

1979, 1990, 2002
- Recopa Sudamericana: 2  (record paraguaiano)

1991, 2003
- Coppa Intercontinentale: 1  (record paraguaiano)

1979
- Supercoppa sudamericana: 1  (record paraguaiano)

1990
- Coppa Interamericana: 1  (record paraguaiano)

1979

## Altri piazzamenti
- Campionato paraguaiano:

Secondo posto: 1906, 1907, 1915, 1917, 1920, 1923, 1939, 1941, 1943, 1955, 1961, 1963, 1969, 1972, 1973, 1974, 1986, 1987, 1994, Apertura 2011, Apertura 2016, Clausura 2016, Apertura 2020, Apertura 2021
- Copa Paraguay:

Finalista: 2018
- Coppa Libertadores:

Finalista: 1960, 1989, 1991, 2013
Semifinalista: 1961, 1980, 1982, 1986, 1994
- Coppa Intercontinentale:

Finalista: 1990, 2002
- Supercoppa Sudamericana:

Semifinalista: 1991, 1992
- Coppa CONMEBOL:

Finalista: 1992
- Coppa Mercosur:

Semifinalista: 1998
- Coppa Interamericana:

Finalista: 1990
- Copa Master de Supercopa:

Finalista: 1994